# Lista gmin w stanie Guerrero

Lokalizacja stanu Guerrero na mapie Meksyku

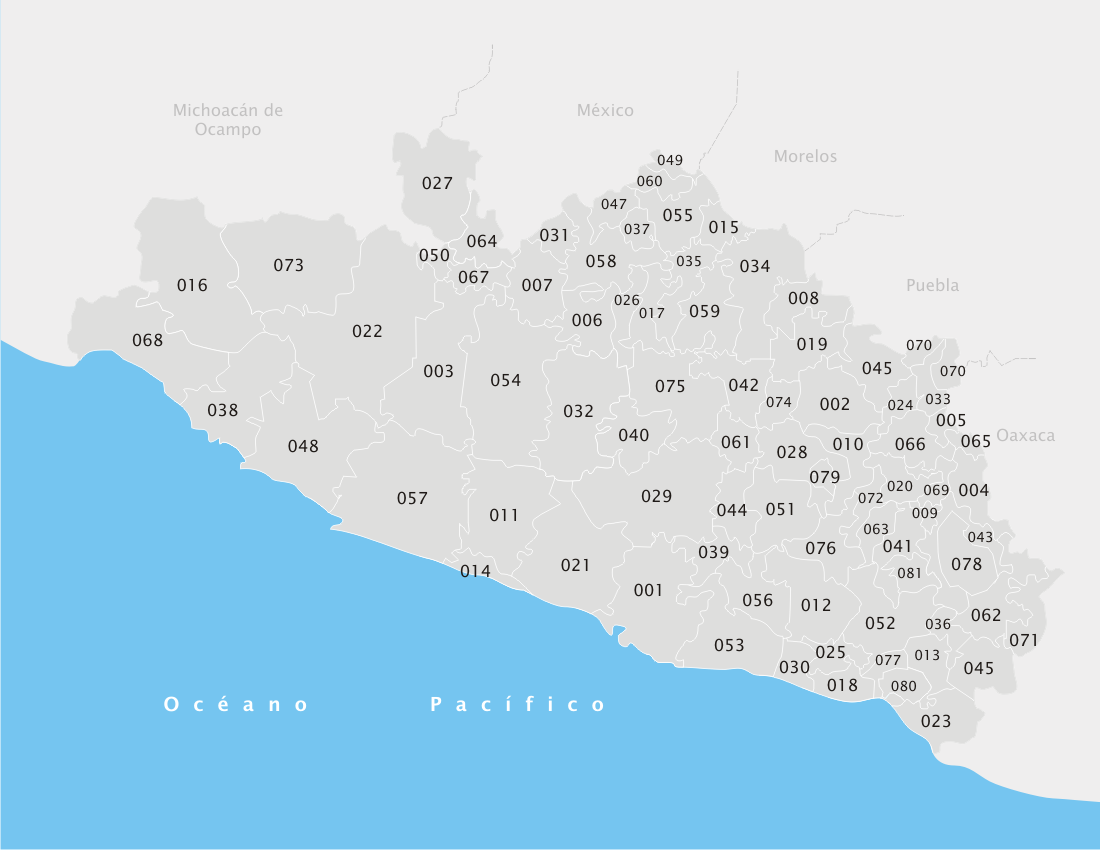
Gminy stanu Guerrero oznaczone kodami Meksykańskiego Instytutu Statystycznego

Meksykański stan Guerrero podzielony jest na 81 gmin (hiszp. municipios).
| INEGI (kod statystyczny) | Nazwa gminy                       | Siedziba władz             | Liczba ludności |
| ------------------------ | --------------------------------- | -------------------------- | --------------- |
| 001                      | Acapulco de Juárez                | Acapulco                   | 717 767         |
| 002                      | Acatepec                          | Acatepec                   | 28 525          |
| 003                      | Ajuchitlán del Progreso           | Ajuchitlán                 | 37 475          |
| 004                      | Ahuacuotzingo                     | Ahuacuotzingo              | 23 026          |
| 005                      | Alcozauca de Guerrero             | Alcozauca de Guerrero      | 16 237          |
| 006                      | Alpoyeca                          | Alpoyeca (Alpuyeca)        | 5 848           |
| 007                      | Apaxtla                           | Apaxtla de Castrejón       | 12 381          |
| 008                      | Arcelia                           | Arcelia                    | 31 401          |
| 009                      | Atenango del Río                  | Atenango del Río           | 7 648           |
| 010                      | Atlamajalcingo del Monte          | Atlamajalcingo del Monte   | 5 143           |
| 011                      | Atlixtac                          | Atlixtac                   | 23 371          |
| 012                      | Atoyac de Álvarez                 | Atoyac de Álvarez          | 58 452          |
| 013                      | Ayutla de los Libres              | Ayutla de los Libres       | 55 574          |
| 014                      | Azoyu                             | Azoyu                      | 13 448          |
| 015                      | Benito Juárez                     | San Jerónimo de Juárez     | 14 444          |
| 016                      | Buenavista de Cuéllar             | Buenavista de Cuéllar      | 12 148          |
| 017                      | Chilapa de Álvarez                | Chilapa de Álvarez         | 105 146         |
| 018                      | Chilpancingo de los Bravo         | Chilpancingo de los Bravo  | 214 219         |
| 019                      | Coahuayutla de José María Izazaga | Coahuayutla de Guerrero    | 13 291          |
| 020                      | Cocula                            | Cocula                     | 13 884          |
| 021                      | Copala                            | Copala                     | 11 896          |
| 022                      | Copalillo                         | Copalillo                  | 13 747          |
| 023                      | Copanatoyac                       | Copanatoyac                | 17 337          |
| 024                      | Coyuca de Benítez                 | Coyuca de Benítez          | 69 064          |
| 025                      | Coyuca de Catalán                 | Coyuca de Catalán          | 41 975          |
| 026                      | Cuajinicuilapa                    | Cuajinicuilapa             | 23 537          |
| 027                      | Cualac                            | Cualac                     | 6 816           |
| 028                      | Cuautepec                         | Cuautepec                  | 14 554          |
| 029                      | Cuetzala del Progreso             | Cuetzala del Progreso      | 8 876           |
| 030                      | Cutzamala de Pinzón               | Cutzamala de Pinzón        | 20 730          |
| 031                      | Eduardo Neri                      | Zumpango del Río           | 40 328          |
| 032                      | Florencio Villarreal              | Cruz Grande                | 18 713          |
| 033                      | General Canuto A. Neri            | Acapetlahuaya              | 6 324           |
| 034                      | General Heliodoro Castillo        | Tlacotepec                 | 34 554          |
| 035                      | Huamuxtitlán                      | Huamuxtitlán               | 13 806          |
| 036                      | Huitzuco de los Figueroa          | Huitzuco                   | 35 055          |
| 037                      | Iguala de la Independencia        | Iguala de la Independencia | 128 444         |
| 038                      | Igualapa                          | Igualapa                   | 10 312          |
| 039                      | Ixcateopan de Cuauhtémoc          | Ixcateopan de Cuauhtémoc   | 6 104           |
| 040                      | Zihuatanejo de Azueta             | Zihuatanejo                | 104 609         |
| 041                      | Juan R. Escudero                  | Tierra Colorada            | 22 805          |
| 042                      | La Unión de Isidoro Montes de Oca | La Unión                   | 25 230          |
| 043                      | Leonardo Bravo                    | Chichihualco               | 22 982          |
| 044                      | Malinaltepec                      | Malinaltepec               | 26 613          |
| 045                      | Mártir de Cuilapán                | Apango                     | 15 272          |
| 046                      | Metlatonoc                        | Metlatonoc                 | 17 398          |
| 047                      | Mochitlán                         | Mochitlán                  | 10 709          |
| 048                      | Olinalá                           | Olinalá                    | 22 437          |
| 049                      | Ometepec                          | Ometepec                   | 55 283          |
| 050                      | Pedro Ascencio Alquisiras         | Ixcapuzalco                | 6 987           |
| 051                      | Petatlán                          | Petatlán                   | 44 485          |
| 052                      | Pilcaya                           | Pilcaya                    | 11 035          |
| 053                      | Pungarabato                       | Ciudad Altamirano          | 36 466          |
| 054                      | Quechultenango                    | Quechultenango             | 33 367          |
| 055                      | San Luis Acatlán                  | San Luis Acatlán           | 41 884          |
| 056                      | San Marcos                        | San Marcos                 | 44 959          |
| 057                      | San Miguel Totolapan              | San Miguel Totolapan       | 27 033          |
| 058                      | Taxco de Alarcón                  | Taxco de Alarcón           | 98 854          |
| 059                      | Tecoanapa                         | Tecoanapa                  | 42 916          |
| 060                      | Tecpán de Galeana                 | Tecpán de Galeana          | 57 884          |
| 061                      | Teloloapan                        | Teloloapan                 | 51 659          |
| 062                      | Tepecoacuilco de Trujano          | Tepecoacuilco de Trujano   | 28 989          |
| 063                      | Tetipac                           | Tetipac                    | 12 702          |
| 064                      | Tixtla de Guerrero                | Tixtla de Guerrero         | 37 300          |
| 065                      | Tlacoachistlahuaca                | Tlacoachistlahuaca         | 18 055          |
| 066                      | Tlacoapa                          | Tlacoapa                   | 8 733           |
| 067                      | Tlalchapa                         | Tlalchapa                  | 11 286          |
| 068                      | Tlalixtaquilla de Maldonado       | Tlalixtaquilla             | 6 534           |
| 069                      | Tlapa de Comonfort                | Tlapa de Comonfort         | 65 763          |
| 070                      | Tlapehuala                        | Tlapehuala                 | 20 989          |
| 071                      | Xalpatlahuac                      | Xalpatlahuac               | 12 615          |
| 072                      | Xochihuehuetlan                   | Xochihuehuetlan            | 7 005           |
| 073                      | Xochistlahuaca                    | Xochistlahuaca             | 25 180          |
| 074                      | Zapotitlán Tablas                 | Zapotitlán Tablas          | 9 601           |
| 075                      | Zirándaro                         | Zirándaro de los Chávez    | 20 053          |
| 076                      | Zitlala                           | Zitlala                    | 19 718          |
| 077                      | Marquelia                         | Marquelia                  | 11 801          |
| 078                      | Cochoapa el Grande                | Cochoapa el Grande         | 15 572          |
| 079                      | José Joaquín de Herrera           | Hueycantenango             | 14 724          |
| 080                      | Juchitán                          | Juchitán                   | 6 240           |
| 081                      | Iliatenco                         | Iliatenco                  | 10 039          |